# Nagyponor
Nagyponor románul: Ponor, település Romániában, Erdélyben, Fehér megyében.

## Fekvése
Torockótól nyugatra fekvő település.

## Története
Nagyponor, Ponor nevét 1648-ban említette először oklevél, Ponor néven, mint I. Rákóczi György birtokát.
1733-ban Ponor, 1750-ben Vallye, 1808-ban Ponor, 1861-ben Ponor, Ponorel, 1913-ban Nagyponor néven írták.
A trianoni békeszerződés előtt Alsó-Fehér vármegye Nagyenyedi járásához tartozott.
1910-ben 1150 román lakosa volt, melyből 1144 görögkeleti ortodox volt.

## Híres emberek
- Itt született 1954-ben Victor Ciorbea, Románia miniszterlnöke (1996-1998).

## Források

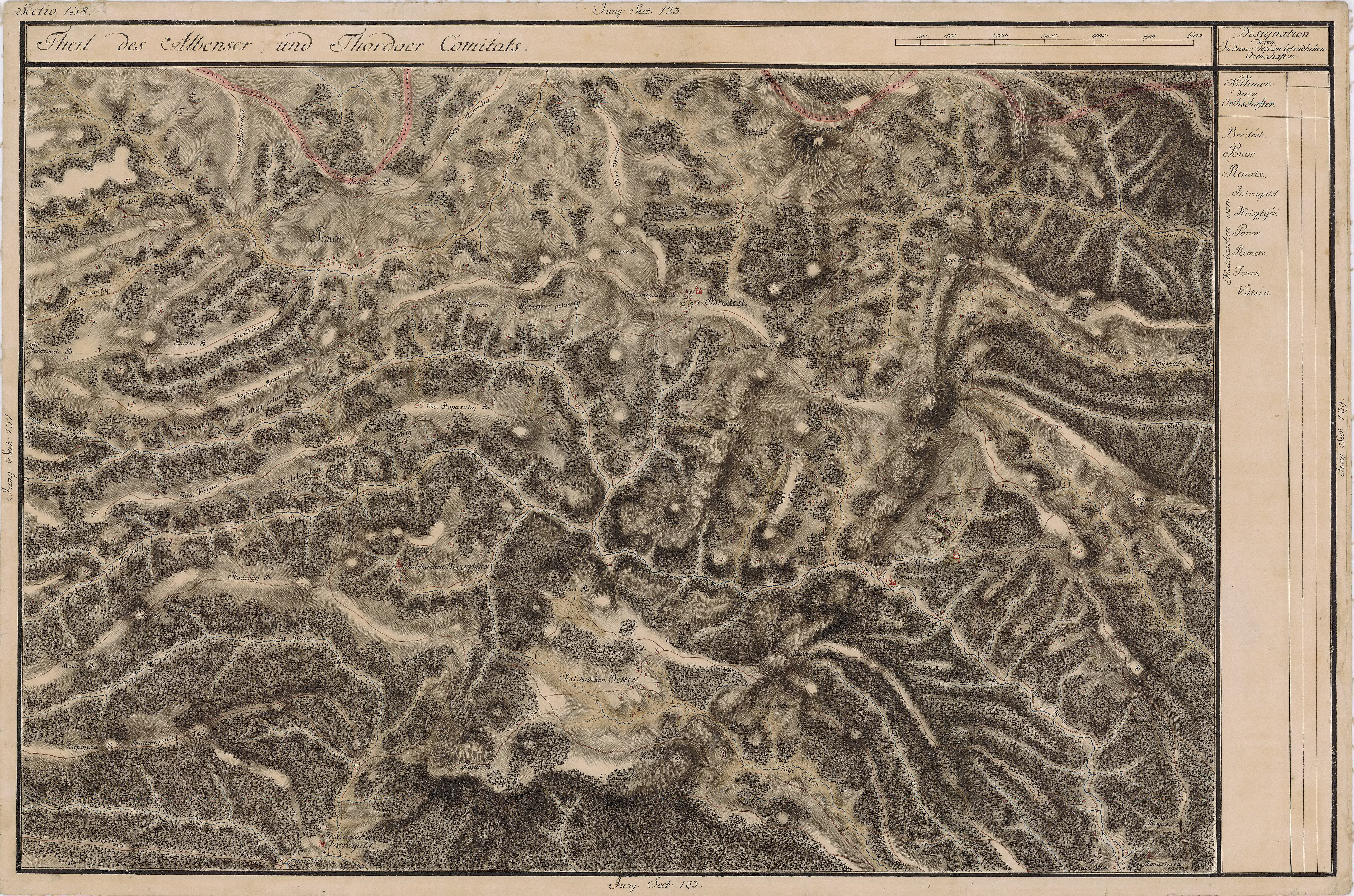
Nagyponor egy régi térképen